# John Carrell
John Carrell (m. 1993) é um ex-patinador artístico americano, que competiu na dança no gelo. Com Lorna Dyer ele conquistou uma medalha de prata e duas de bronze em campeonatos mundiais, duas medalhas de ouro no Campeonato Norte-Americano e foi campeão do campeonato nacional americano.
Carrell morreu de AIDS.

## Principais resultados

### Com Lorna Dyer
| Resultados                                            | Resultados        | Resultados        | Resultados        | Resultados        | Resultados       | Resultados    | Resultados    | Resultados    | Resultados    | Resultados    | Resultados    | Resultados    | Resultados    | Resultados    | Resultados    |  |
| Internacional                                         | Internacional     | Internacional     | Internacional     | Internacional     | Internacional    | Internacional | Internacional | Internacional | Internacional | Internacional | Internacional | Internacional | Internacional | Internacional | Internacional |  |
| Evento/Temporada                                      | 1962– 1963        | 1963– 1964        | 1964– 1965        | 1965– 1966        | 1966– 1967       |               |               |               |               |               |               |               |               |               |               |  |
| ----------------------------------------------------- | ----------------- | ----------------- | ----------------- | ----------------- | ---------------- | ------------- | ------------- | ------------- | ------------- | ------------- | ------------- | ------------- | ------------- | ------------- | ------------- |  |
| Campeonato Mundial                                    | 8.º               | 5.º               | Medalha de bronze | Medalha de bronze | Medalha de prata |               |               |               |               |               |               |               |               |               |               |  |
| Campeonato Norte-Americano                            |                   |                   | Medalha de ouro   |                   | Medalha de ouro  |               |               |               |               |               |               |               |               |               |               |  |
| Nacional                                              |                   |                   |                   |                   |                  |               |               |               |               |               |               |               |               |               |               |  |
| Campeonato dos Estados Unidos                         | Medalha de bronze | Medalha de bronze | Medalha de prata  | Medalha de prata  | Medalha de ouro  |               |               |               |               |               |               |               |               |               |               |  |
|                                                       |                   |                   |                   |                   |                  |               |               |               |               |               |               |               |               |               |               |  |
| Legenda: Competição não foi disputada nesta temporada |                   |                   |                   |                   |                  |               |               |               |               |               |               |               |               |               |               |  |